# Carl Collander
Carl Wilhelm Collander, född 20 april 1838 i Göteborgs domkyrkoförsamling, död 14 augusti 1901 på Solna sjukhem, Stockholms län (folkbokförd i Uddevalla församling, Göteborgs och Bohus län), var en svensk läkare och politiker.
Collander var fabriksidkare i Uddevalla och ledamot av andra kammaren.